# Vectom
Vectom é uma banda da Alemanha de speed metal formada em 1984
Em seu primeiro trabalho de 1985, Speed Revolution, a banda se tornou famosa pela sua sonoridade speed metal que independia de outros gêneros (como um speed metal "de raiz", um básico speed metal) o que era bastante peculiar para a época, visto que o speed metal era um gênero que sempre vinha colonizado do thrash. Revelou-se que o speed metal puro tinha mais proximidade com o hardcore punk do que com o metal. Entretanto, em seu segundo álbum, eles acabaram indo para a clássica mistura speed thrash, juntamente com a ascensão do thrash metal teutônico.
Após o término da banda, seus trabalhos se tornaram ícones do speed metal, sendo ouvidos como a forma mais pura do gênero para os fãs mais extremos do estilo.
Suas letras tem uma aproximação maior com o thrash metal alemão, por suas temáticas niilistas sobre morte e etc., contando também com letras que lidavam com temas como o satanismo.

## Formação
- Christian Bucher: vocais
- Horst Götz: guitarra
- Stefan Kroll: guitarra
- Ralf Simon: baixo
- Wolfgang Sonhütter: bateria

## Álbuns
- Speed Revolution (LP, 1985)
- Rules of Mystery (LP, 1986)